# بالنثيا (مقاطعة)
مقاطعة بالِنْسِيَة أو بلنثية أو بلنتية بالنثيا (بالإسبانية: Palencia) هي مقاطعة إسبانية تقع في شمال غرب الدولة، تقع ضمن حدود منطقة قشتالة وليون.
عاصمتها هي مدينة بالنثيا، تنقسم المقاطعة إلى 191 بلدية.

## الجغرافيا
تقع مقاطعة بالنثيا في شمال غرب إسبانيا تحدها من الشمال مقاطعة قنطبرية، ومن الجنوب مقاطعة بلد الوليد، ومن الشرق مقاطعة برغش، ومن الغرب مقاطعة ليون.
تبلغ مساحة مقاطعة بالنثيا 8.052 كم².

## الديموغرافيا
يبلغ عدد سكان مقاطعة بالنثيا 171.668 نسمة عام 2011 (وفقاً للمعهد الوطني للإحصاء الإسباني).
فيما يلي قائمة أكبر البلديات من حيث عدد السكان (بتاريخ 1 يناير 2011):
1. بالنثيا 81.552 نسمة
2. أغيلار دي كامبو 7.226 نسمة
3. غواردو 7.145 نسمة
4. فينتا دي بانيوس 6.465 نسمة
5. فيامورييل دي ثيراتو 6.295 نسمة
6. سالدانيا 3.052 نسمة
7. دوينياس 2.844 نسمة
8. ثيرفيرا دي بيسويغرا 2.589 نسمة
9. إيريرا دي بيسويغرا 2.283 نسمة
10. كاريون دي لوس كونديس 2.221 نسمة